# Heute mittag
heute mittag war eine wochentägliche Nachrichtensendung im ZDF. Das ZDF verwendet den Titel heute mittag seit dem 21. September 2009 nicht mehr für die Mittagsausgabe der heute-Nachrichten.

## Sendung
Die Sendung heute mittag startete am 12. Januar 1998 als Mittagsausgabe der heute-Nachrichten. Sie wurde von Montag bis Freitag im wöchentlichen Wechsel mit der Tagesschau um zwölf ausgestrahlt. Die Ausstrahlung erfolgte um 12 Uhr und beinhaltete die ersten ausführlichen Nachrichten des Tages. Im Gegensatz zu den anderen heute-Ausgaben am Vor- und Nachmittag erfolgte eine Live-Schaltung zum Frankfurter Börsenparkett.
heute mittag wurde von 1998 bis 2003 von diversen heute-Moderatoren präsentiert. Von 2003 an moderierte als feste Hauptmoderatorin Anja Charlet die Sendung.
Seit dem 21. September 2009 wird die heute-Sendung um 12 Uhr nur noch schlichtweg heute genannt. Seitdem wird der Titel heute mittag nicht mehr verwendet.

## Moderatoren
| Moderator         | Einstieg | Ausstieg |                              |
| ----------------- | -------- | -------- | ---------------------------- |
| Christian Sievers | 1998     | 1999     |                              |
| Harald Hamm       | 1998     | 2000     |                              |
| Heinz Wolf        | 1998     | 2000     |                              |
| Henner Hebestreit | 1999     | 2003     |                              |
| Barbara Hahlweg   | 1998     | 2003     |                              |
| Claus Seibel      | 2000     | 2002     |                              |
| Claudia Rüggeberg | 2000     | 2003     |                              |
| Valerie Haller    | 2000     | 2003     |                              |
| Caroline Hamann   | 2001     | 2002     |                              |
| Anja Charlet      | 2003     | 2009     | Hauptmoderatorin (2003–2009) |
| Annika de Buhr    | 2005     | 2009     | vertretungsweise             |
| Carsten Rüger     | 2007     | 2009     | vertretungsweise             |
| Ina Bergmann      | 2008     | 2009     | vertretungsweise             |